# Bauhinia paucinervata
Bauhinia paucinervata är en ärtväxtart som beskrevs av T. Chen. Bauhinia paucinervata ingår i släktet Bauhinia och familjen ärtväxter. Inga underarter finns listade i Catalogue of Life.